# Ključ Brdovečki
Ključ Brdovečki je naselje u Općini Brdovec, Zagrebačka županija. Površina naselja iznosi 3,2 km2. Prema popisu stanovništva iz 2001. godine, naselje je imalo 663 stanovnika.

## Zemljopis
Rijeka Sutla ulijeva se u Savu kod Ključa Brdovečkog.

## Spomenici i znamenitosti
U naselju se nalazi Kapela Srce Isusovo.

## Stanovništvo
Prema popisu stanovništva iz 2001. godine, naselje je imalo 663 stanovnika.
| broj stanovnika | 236   | 210   | 236   | 271   | 265   | 295   | 359   | 397   | 514   | 518   | 552   | 581   | 583   | 573   | 663   | 604   | 548   |
|                 | 1857. | 1869. | 1880. | 1890. | 1900. | 1910. | 1921. | 1931. | 1948. | 1953. | 1961. | 1971. | 1981. | 1991. | 2001. | 2011. | 2021. |

## Gospodarstvo
- Tvornica parketa Bukovinski, tvrtka za u obradu drva i proizvodnju masivnog parketa. Tvrtka je nastala iz obiteljskog obrta kojeg je 1946. godine osnovao Mihalj Bukovinski. Sjedište tvrtke je u Ključu Brdovečkom. Kroz protekla desetljeća izgrađena je moderna pilana, proizvodnja parketa, sušare i skladišta.